# Клюев, Василий Кузьмич
Васи́лий Кузьми́ч Клю́ев (1922—1972) — генерал-майор танковых войск (29.04.1970), участник Великой Отечественной войны, Герой Советского Союза (1945).

## Биография
Василий Клюев родился 27 июля 1922 года в деревне Инютино (ныне — Богородский район Нижегородской области). Русский. Во время коллективизации вместе с семьёй уехал из деревни в посёлок Сормово. Учился в школе № 115 Нижнего Новгорода. В октябре 1940 года Клюев был призван на службу в Рабоче-крестьянскую Красную Армию. В мае 1941 года он окончил курсы младших лейтенантов. С ноября того же года — на фронтах Великой Отечественной войны. Окончил курсы усовершенствования офицерского состава при Харьковском танковом училище. Лишь с конце 1944 года вернулся на фронт, командовал взводом 36-й танковой бригады 11-го танкового корпуса 69-й армии 1-го Белорусского фронта.
Особо отличился во время Висло-Одерской операции. В её ходе 14-16 января 1945 года Клюев участвовал в боях за город Радом. Находясь во главе своего взвода, он обнаружил на дороге на западной окраине города скопление вражеской техники и нанёс удар, уничтожив 4 самоходных артиллерийских орудия, 12 орудий, 130 автомашин, 150 повозок и около 50 солдат и офицеров противника. Во время дальнейшего наступления в районе населённого пункта Пшисуха Клюев атаковал скопление войск противника, нанеся ему большие потери: 4 самоходных орудия, 30 грузовиков, 4 артиллерийских батареи, около 40 солдат и офицеров. Около железнодорожной станции Опочно взвод Клюева атаковал немецкую танковую колонну, уничтожив большое количество танков.
Указом Президиума Верховного Совета СССР от 24 марта 1945 года за «образцовое выполнение заданий командования и проявленные мужество и героизм в боях с немецкими захватчиками» лейтенант Василий Клюев был удостоен высокого звания Героя Советского Союза с вручением ордена Ленина и медали «Золотая Звезда» за номером 6401.
В дальнейшем участвовал в штурме Берлина, был ранен. После окончания войны Клюев продолжил службу в Советской Армии. В 1952 году он окончил Высшую офицерскую бронетанковую школу, в 1959 году — Военную академию бронетанковых и механизированных войск, в 1970 году — Высшие академические курсы при Военной академии имени Фрунзе. С 29 мая 1970 года командовал 78-й учебной мотострелковой дивизией Уральского военного округа (управление — в г. Чебаркуль). Генерал-майор В. К. Клюев умер от сердечного приступа 30 июня 1972 года, похоронен на Успенском кладбище Челябинска.
Был также награждён орденами Красного Знамени и Красной Звезды, рядом медалей.

## Память
В честь Клюева названа улица в Нижнем Новгороде. На стене школы № 115 на Просвещенской улице, где учился Клюев, установлена мемориальная доска; перед школой установлен памятник Клюеву и работникам эвакогоспиталя № 2808 в виде башни танка. Его имя значится на стеле на площали Героев в Сормове.